# 小山田真
小山田 真（こやまだ しん、1982年3月10日 - ）は、日本の俳優、プロデューサー、原作者、武道家、起業家、フィランソロピスト。俳優として、ハリウッド映画『ラストサムライ』（準主演）、米ディズニー映画『カンフー・プリンセス・ウェンディー・ウー』（主演）などに出演。現在は、プロデューサーやフィランソロピーの活動を中心に各国で活動を展開。
岡山県岡山市出身。国際キフ機構会長、キフジャパン会長、日米姉妹都市協会会長、ガーディアン・ガールズ・インターナショナル創設兼会長、シンカ・グループ代表取締役CEO、シノビ・ピクチャーズ代表取締役CEO兼プロデューサー、シーサー・エンターテイメント代表取締役CEO兼プロデューサー、ホーリー・エンターテイメント代表取締役CEO兼プロデューサー、グロージオン代表取締役CEO、ライゼン・スタジオ代表取締役CEO、モンゴル国文化特使、世界空手連盟アンバサダー、日米文化教育交流会議サブナショナル外交委員。日本空手道3段、韓国宮中武術初段、北派少林拳全米優勝。

## 俳優として

### 初渡米
高校卒業後、2000年6月11日に日本での俳優経験が全くないままハリウッドでの成功を夢見て、大学進学を勧める両親の反対を押し切り全く何もつてがなく、英語を話せないままロサンゼルスへ単身渡米。同年にカリフォルニア大学リバーサイド校の集中英語プログラム終了。2000年末に、ロサンゼルスで中国武術北少林和拳館に入会し少林拳を始める。
2001年、ロサンゼルス・シティー・カレッジ入学。ロサンゼルスに住み始めた最初の一ヶ月間は、住むところがなくモーテル暮らし。ロサンゼルス・シティー・カレッジで、舞台演技を1年半学ぶ。在学中に様々な学生映画やエキストラに出演する。初めてのCMオーディションでAppleのナショナルCMに起用。2回目のオーディションでディズニーランドのナショナルCMに受かる。その次のオーディションでは、J.C.ペニーのナショナルCMに受かる。
同年に発売された浜崎あゆみのシングル「Dearest」のミュージックビデオに日本人カメラマンとして出演した。2002年に短編コメディー映画「ニンジャ・ペイズ・ハーフ・マイ・レント」で黒忍者役を演じた。

### ハリウッドデビュー
2003年に公開されたトム・クルーズ主演のハリウッド映画『ラスト・サムライ』のオーディションをロサンゼルスで受け、準主演・信忠役の座を得る。ハリウッドデビューを果たす。2004年に、アクションテレビドラマ『ジェイク2.0』のシンジ・マキト役として起用される。日本から派遣されたスパイ捜査官の役を演じた。

### 米ディズニー出演など
2006年、ディズニーテレビ映画『カンフー・プリンセス・ウェンディー・ウー』でシェン役に起用され、日本人初主演。同年に、米ディズニーチャンネル特別企画『2006 ディズニー・チャンネル ゲームズ」に出演する。また、アメリカで劇場公開されたジョン・ウォーカー・パールマン監督のドラマ劇場映画「コンスタレーション』にヨシト役に起用された。同年に、全国放送されたTBS系列『ワイン大国を夢見た男達〜侍達のワインロード〜』の案内人役として出演する。
2007年に天草四郎の父親の話を題材にしたクレッグ・シマバラ監督のアクションドラマ映画「希望の大地』で、益田甚平役に起用される。同年に、米ディズニーチャンネル特別企画『2007 ディズニー・チャンネル ゲームズ』に出演する。
2008年に、米ディズニー・チャンネル特別企画『2008 ディズニー・チャンネル ゲームズ』に出演する。
2010年10月に『あっ晴れ!おかやま国文祭2010』）のオープニング・フェスティバル舞台「愛の雫」の青年マキビ役に起用される。NHKで全国放送。皇太子が出席。
2014年に沖縄を舞台にした全編沖縄ロケの日米合作アクションテレビドラマ『妖怪キング』のイッペイ役に起用される。

## プロデューサーとして
2005年に、ハリウッド制作会社『シンカ・エンターテインメント」（現在：シノビ・ピクチャーズ）を設立し、プロデューサーとしてアメリカを中心にハリウッド映画、ドラマの企画・制作でを始めた。
2007年、米アクションドラマ映画『希望の大地』をプロデュース。ロサンゼルス近辺で撮影。フランシスコ・ザビエルを中心とするローマン・カトリックの宣教師達に関連し、天草四郎の父親の話を題材にしたストーリー。
2009年、アメコミ『ドリームホッパーズ』を原作・プロデュースし、ライゼン・コミックスを通じて全米出版された。イラストレーターは、DCコミックス刊行のアメリカン・コミックシリーズ「フリーダム・ファイターズ」「ジャスティス・ソサエティー・オブ・アメリカ」「ワンダーウーマン」「タイタン」「ザ・グリーンチーム」「ソード・オブ・ソーセリー」などを手掛けたトラベス・モアー氏。
2021年、ロサンゼルス、ニューヨーク、フランス等の国際映画祭で受賞した米ドラマ短編映画『シャドー・グラス』を企画、制作。監督・脚本は、ソニー・ピクチャーズ映画「ゾンビ・ストリッパーズ」のジェイ・リー監督。

### アニメ作品の制作
2022年、米国のアニメ制作会社「エヌライト・メディア」の取締役兼プロデューサーに就任し、日米合作のアニメ映画・ドラマの企画・制作を始める。同年、コンゴ民主共和国のストーリーを題材とした黒人系アニメ映画『ムフィンダ』のプロデューサーとして発表された。マッドハウス、MAPPA、スタジオM2のアニメ制作会社を創設した丸山正雄、ジェンコの真木太郎、GKIDSのエリック・ベックマン、元アトラスの猪狩茂らがエグゼクティブ・プロデューサーとして加わる。
2023年に、天野喜孝オリジナル作品の劇場版アニメ映画「ZAN」のプロデューサーとして加わることがアニメ・エキスポにて発表された。

## 慈善家として
2005年に、テキサス州ヒューストンで毎年開催されたNPO団体（ハリウッド俳優のチャック・ノリス創設）のファンドレイジングイベントに招待を受けたのがきっかけで、アメリカでボランティア活動を開始。毎年ヒューストンにて、第41代ジョージ・H・W・ブッシュ米国大統領らと出席。全米各地で活動する日米協会のイベントなどに招待され、日米の友好関係の支援を実施。2010年と2019年には、毎年ワシントンDCで開催されている全米桜祭りのパレードの名誉マーシャル（Grand Marshall）として特別招待され、アメリカのクラシック車に乗り、ペンシルベニア通りを約１時間走った。

### 国際キフ機構
2008年3月に、国際キフ機構（KIF）をロサンゼルスで共同設立し、会長に就任。主に青年リーダーシップ、ジェンダー平等、サブナショナル外交、災害援助などの分野を中心に、24各国以上で国際事業を展開している。2011年に2011年東日本大震災の援助のため、最初の加盟組織となるNPO法人キフジャパンを東京に創設。現在、加盟組織は11各国。

### ガーディアン・ガールズ・インターナショナル
2019年11月に、ケニアの首都ナイロビで開催された国連人口基金(UNFPA)・デンマーク政府・ケニア政府主催国際人口開発会議（ICPD）に招待され参加出席したことがきっかけで、同年に国際キフ機構（KIF）の一環として、武道やスポーツを通じて女性に対するジェンダーに基づく暴力を撤廃を支援するガーディアン・ガールズ事業を新発足。
発足後、UNFPA、世界空手連盟（WKF）、国際合気道連盟（IAF）、国際柔道連盟（IJF）、国連大学（UNU）、ASEAN（東南アジア諸国連合）、APEC（アジア太平洋経済協力）等と協定を締結、又は連携し2023年と2024年の2年間で16各国に各ガーディアン・ガールズのプロジェクトを発足。
2024年に事業拡大のため、国際NGO「ガーディアン・ガールズ・インターナショナル」(GGI)を国際キフ機構（KIF）の下部組織として、ロサンゼルスに国際本部を創設。会長に就任。同年に、米国内での活動を賞賛され米国連邦捜査局（FBI）長官より「コミュニティ・リーダーシップ賞」を受賞。
2025年1月18日、バチカン市国にて、ローマ教皇・フランシスコからの招待へ受け、ローマ教皇公邸にて30分間前後、プライベート・オーディエンス（個別面談）を行なった。

### 姉妹都市協会
2017年に、1957年に創設された全米国際姉妹都市協会（SCI）の全米選挙に当選し、日本人として初めて理事に就任。その後、当団体の執行委員・理事として日米間の姉妹都市交流の支援するため、「日本・テキサス・リーダーシップ・シンポジウム」の開催などを実施。また、当団体に日本委員会を設置し、初代委員長に就任。2020年に、任期を終え退任。
2021年と2022年に、キフジャパンとキフアメリカを通じて、日米間でサブナショナル外交を促進するため、日米の６姉妹都市間のオンランイベント「日米サブナショナル青年経済フォーラム」を実施。両都市間の各市長や青年経済界らが出席。日米文化教育交流会議（カルコン）が協力。
2022年、日米間の450件以上の自治体が姉妹都市提携し、各姉妹提携先が進める姉妹都市交流を日本側から支援する為、「日米姉妹都市協会」（JUSCCA）を創設し、初代会長に就任。駐日アメリカ合衆国大使や駐米日本大使が名誉会長として就任。
2024年9月に、駐日アメリカ大使公邸にて、市長や都道府県の関係者、日米の経済界、教育機関等の有権者等が集結し、JUSSCAのローンチ・リセプションを開催。自民党総裁選挙中、衆議院議員の加藤勝信、逢沢一郎、河野太郎などが参加。

## アントレプレナーとして
2005年の当時23歳の時に、ロサンゼルスにてスタートアップの制作プロダクション株式会社「Shinca Productions」（現在：シノビ・ピクチャーズ）を共同設立し、代表取締役社長に就任。アメリカで初起業となる。
2009年に、国際コンサルティング株式会社「Shinca Corporation」（現在：グロージオン・コンサルティング・グループ）を設立し、代表取締役社長に就任。日米間を中心に、アメリカのベンチャー企業や国内の様々な業種の大手・中小企業を対象に、海外進出戦略及び海外ブランディング戦略などの事業を実施。ナノテク、エネルギー、農業、エンタメ、リテール等の米ベンチャー企業の日本進出を支援。
2010年に、アメリカン・コミックの制作・出版会社「Laizen Comics」（現在：ライゼン・スタジオ）を設立。
2014年に、事業拡大の為、持株会社「Shinca Group」をロサンゼルスに設立。同年に、グロージオン社がイオンモール株式会社とコンサル契約を締結し、北米アドバイザーに就任。アメリカの様々な業種の新規事業を同社へ紹介。
2021年に、全米初のアジア系アメリカ人向けの全米ケーブルネットワーク会社「チャイム・テレビ」（Chime TV）の創設を支援し、アジアの映画やテレビ番組のコンテンツをアメリカへ仕入れる事業を統括するインターナショナル・プレジデントに就任。
2022年に、米アニメ制作会社「エヌライト・メディア株式会社」の日本法人「エヌライト・ジャパン」株式会社を設立し、代表取締役CEO兼プロデューサーに就任。
2024年に、ウォルト・ディズニー・ジャパン株式会社とウォルト・ディズニー・アジア社の前代表取締役社長のポール・キャンドランド氏（現在：電通グループとヤマハ株式会社の社外取締役）とマルチメディア会社「シーサー・グループ」（Shisar Group）とエンタメ部門「シーサー・エンターテインメント」を設立。

## 人物
岡山市役所に務めていた鹿児島県出身の父親と岡山県出身の母親の長男。南米コロンビア人が妻。

### 賞と称号
- 2012年 - 京都市長より「京都国際観光大使」に任命
- 2016年 - 全日本空手道連盟（JKF）会長より「空手アンバサダー」に任命
- 2018年 - 全米国際姉妹都市協会（SCI）より「会長賞」を受賞
- 2019年 - 全米国際姉妹都市協会より「会長賞」を受賞
- 2022年 - モンゴル外務大臣より「文化特使」に任命
- 2023年 - 世界空手連盟（WKF）会長より「アンバサダー」に任命
- 2024年 - 米国連邦捜査局（FBI）長官より「コミュニティ・リーダーシップ賞」を受賞[17]

## フィルモグラフィ

### 出演

#### 映画
- ニンジャ・ペイズ・ハーフ・マイ・レント A Ninja Pays Half My Rent（2002年、オイルファクトリー、スティーブン・ツチダ 監督）- 黒忍者役（準主演）
- ラスト・サムライ The Last Samurai（2003年、ワーナー・ブラザース、エドワード・ズウィック 監督）- 信忠役（準主演）
- カンフー・プリンセス・ウェンディー・ウー Wendy Wu Homecoming Warrior（2006年、ディズニー・チャンネル、ジョン・リアング監督）- シェン役（主演）
- コンスタレーション Constellation（2007年、20世紀フォックス、ジョーダン・ウォーカー=パールマン監督）- ヨシト役（準主演）
- 希望の大地 Good Soil（2007年、シンカ・エンターテインメント、クレッグ・シマバラ監督）- 益田甚平役（主演）
- ハート・オブ・ザ・ドラゴン Heart of the Dragon（2013年、シンカ・テレビジョン、ジェフ・マクドナルド監督）- ジョン・ワタナベ役（主演）
- 妖怪キング The Yokai King（2024年、沖縄エンターテイメントスタジオ）- イッペイ役（主演）

#### テレビドラマ
- パワーレンジャー・ワイルドフォース Power Ranger: Wild Force（2002年、米ディズニー・チャンネル放送） - エージェント役
- ジェイク 2.0 Jake 2.0（2004年、 UPN放送） - シンジ・マキト役
- ディズニー・チャンネル ゲームズ Disney Channel Games 2006（2006年、 米ディズニー・チャンネル放送、世界配信） - レッドチーム（レギュラー）
- ディズニー・チャンネル ゲームズ Disney Channel Games 2007（2007年、 米ディズニー・チャンネル放送、世界配信） - イエローチーム（レギュラー）
- ディズニー・チャンネル ゲームズ Disney Channel Games 2008（2008年、 米ディズニー・チャンネル放送、世界配信） - ブルーチーム（レギュラー）

#### 特別番組
- デニス・ミラー・ショー Dennis Miller Show（2004年、CNBC放送、全米）- ゲスト出演
- ディズニー・パラダイス Disney Paradise （2004年、ディズニー・チャンネル放送、全国）- ゲスト出演
- ズームイン!!SUPER （2004年、日本テレビ放送、全国）- ゲスト出演
- 映画3大大陸の旅（2005年、NHK放送、全国）- ゲスト出演

#### ドキュメンタリー
- ドリーマー（2005年、山陽放送放送）
- ワイン大国を夢見た男達（2006年、TBS放送、JNN系列全国放送）- ナビゲーター
- そこに夢があった（2006年、KDDI、山陽放送放送）

#### 舞台
- コリオレイナス Coriolanus（2001年、ロサンゼルス）
- 国民文化祭おかやまオープニングフェスティバル「愛の雫」（2010年、NHK、文化庁、岡山県）- 青年マキビ（主演）

#### ラジオ
- スイッチ音♪TIME （2008年、宮崎放送ラジオ、宮崎県）- ゲスト出演
- Fresh Morning OKAYAMA （2010年、OKAYAMA FM、岡山県）- ゲスト出演
- お茶の間MOMO時間 （2008年、岡山シティエフエム、岡山県）- ゲスト出演
- ごごラジViViッと!（山陽放送ラジオ、岡山県）- ゲスト出演

#### CM
- J.C.ペニー JC Penny（2001年）- 全米放送
- ディズニーランド Disneyland（2001年) - 全米放送
- アップル Apple, Inc （2001年) - 全米放送
- あっ晴れ！おかやま国文祭 （2010年、文化庁・岡山県) - 日本
- 武士のダンディズム（2014年、林原美術館) - 日本

### 製作作品

#### 映画
- 希望の大地 Good Soil（2007年、シンカ・エンターテインメント、クレッグ・シマバラ監督）- プロデューサー
- ハート・オブ・ザ・ドラゴン Heart of the Dragon（2013年、シンカ・エンターテインメント）- プロデューサー
- シャドー・グラス Shadow Glass（2021年、シンカ・エンターテインメント、ジェイ・リー監督）- プロデューサー
- 妖怪キング The Yokai King（2024年、沖縄エンターテイメントスタジオ）- プロデューサー

#### テレビ
- ニア・ライト・ショー Nia Lyte Show（2006年、シンカ・エンターテインメント）- エグゼクティブ・プロデューサー
- スピリット・アース Spirit Earth（2014年、スピリット・ショー・ネットワーク配給）- エグゼクティブ・プロデューサー
- スピリット・ラブ Spirit Love（2014年、スピリット・ショー・ネットワーク配給）- エグゼクティブ・プロデューサー
- スピリット・ミュージック Spirit Music（2014年、スピリット・ショー・ネットワーク配給）- エグゼクティブ・プロデューサー
- スピリット・アート Spirit Art（2014年、スピリット・ショー・ネットワーク配給）- エグゼクティブ・プロデューサー
- スピリット・ファッション Spirit Fashion（2014年、スピリット・ショー・ネットワーク配給）- エグゼクティブ・プロデューサー

#### アメコミ
- ドリームホッパーズ The Dreamhoppers（2010年、ライゼン・コミックス出版）- 漫画原作、エグゼクティブ・プロデューサー

#### 音楽
- ムービー・オン Movin On （2009年、ミーター・オン・ミュージック)